# العلاقات النيبالية الهندوراسية
العلاقات النيبالية الهندوراسية هي العلاقات الثنائية التي تجمع بين نيبال وهندوراس.

## مقارنة بين البلدين
هذه مقارنة عامة ومرجعية للدولتين:
| وجه المقارنة                                              | نيبال                             | هندوراس          |
| --------------------------------------------------------- | --------------------------------- | ---------------- |
| المساحة (كم2)                                             | 147.18 ألف                        | 112.49 ألف       |
| عدد السكان (نسمة)                                         | 29.40 مليون                       | 9.27 مليون       |
| الكثافة السكانية (ن./كم²)                                 | 199.76                            | 82.41            |
| العاصمة                                                   | كاتماندو                          | تيغوسيغالبا      |
| اللغة الرسمية                                             | اللغة النيبالية                   | اللغة الإسبانية  |
| العملة                                                    | روبية نيبالية                     | لمبيرة هندوراسية |
| الناتج المحلي الإجمالي (بليون دولار)                      | 24.47 مليار                       | 22.98 مليار      |
| الناتج المحلي الإجمالي (تعادل القوة الشرائية) بليون دولار | 70.20 مليار                       | 41.14 مليار      |
| الناتج المحلي الإجمالي الاسمي للفرد دولار أمريكي          | 743                               | 2.53 ألف         |
| الناتج المحلي الإجمالي للفرد دولار أمريكي                 | 2.37 ألف                          | 4.91 ألف         |
| مؤشر التنمية البشرية                                      | 0.548                             | 0.606            |
| رمز المكالمات الدولي                                      | +977                              | +504             |
| رمز الإنترنت                                              | .np                               | .hn              |
| المنطقة الزمنية                                           | UTC+05:45، التوقيت الموحد لنيبال ‏ | 00               |

## منظمات دولية مشتركة
يشترك البلدان في عضوية مجموعة من المنظمات الدولية، منها:
| علم المنظمة | اسم المنظمة                               | تاريخ انضمام نيبال | تاريخ انضمام هندوراس |
| ----------- | ----------------------------------------- | ------------------ | -------------------- |
|             | مؤسسة التنمية الدولية                     | 6 مارس 1963        | 23 ديسمبر 1960       |
|             | يونسكو                                    | 1 مايو 1953        | 16 ديسمبر 1947       |
|             | مؤسسة التمويل الدولية                     | 7 يناير 1966       | 20 يوليو 1956        |
|             | منظمة حظر الأسلحة الكيميائية              | ?                  | ?                    |
|             | الأمم المتحدة                             | 14 ديسمبر 1955     | 17 ديسمبر 1945       |
|             | منظمة الشرطة الجنائية الدولية             | ?                  | ?                    |
|             | البنك الدولي للإنشاء والتعمير             | 6 سبتمبر 1961      | 27 ديسمبر 1945       |
|             | الاتحاد البريدي العالمي                   | ?                  | ?                    |
|             | المركز الدولي لتسوية المنازعات الاستشارية | 6 فبراير 1969      | 16 مارس 1989         |
|             | وكالة ضمان الاستثمار متعدد الأطراف        | 9 فبراير 1994      | 30 يونيو 1992        |
|             | منظمة التجارة العالمية                    | ?                  | ?                    |
|             | الفريق المعني برصد الأرض                  | ?                  | ?                    |

## وصلات خارجية
- موقع وزارة الخارجية النيبالية
- موقع وزارة الخارجية الهندوراسية